# Broadwater (Nebraska)
Broadwater es una villa situada en el condado de Morrill, Nebraska, Estados Unidos. Tiene una población estimada, a mediados de 2023, de 96 habitantes.

## Geografía
La localidad está ubicada en las coordenadas 41°35′53″N 102°51′9″O / 41.59806, -102.85250. Según la Oficina del Censo, tiene una superficie de 0.41 km², correspondientes en su totalidad a tierra firme.

## Demografía
Según el censo de 2020, en ese momento había 95 personas residiendo en la localidad. La densidad de población era de 231.71 hab./km². El 85.26% de los habitantes eran blancos, el 5.26% eran de otras razas y el 9.47% eran de una mezcla de razas. Del total de la población el 17.89% eran hispanos o latinos de cualquier raza.